# Scorpio (film 1973)
Scorpio è un film del 1973 diretto da Michael Winner.
Il film, con protagonisti Alain Delon, Paul Scofield e Burt Lancaster, vede collaborare Lancaster con Scofield, con cui aveva già recitato ne Il treno nel 1964 e con Delon, con cui aveva già recitato ne Il gattopardo nel 1963.

## Trama
Gerald Cross e Jean "Scorpio" Laurier sono due killer che spesso lavorano in coppia. "Scorpio" considera Cross il suo mentore e maestro: i fatti impongono a Laurier di eliminare l'amico, in quanto sospettato di complicità con un agente sovietico, Sergei Zharkov. Dall'inizio fino alla fine Scorpio non vuole uccidere il collega rivale e amico e quando sarà il momento di farlo troverà anch'egli la morte.

## Distribuzione
Il film in Italia e negli USA venne distribuito dalla United Artists tramite la Metro-Goldwyn-Mayer.

### Edizioni home video
Nel 2004 la 20th Century Fox ha pubblicato il DVD.